# فراح جاك
فراح جاك هي منافسة ألعاب القوى كندية، ولدت في 8 فبراير 1990 في مونتريال في كندا.

## وصلات خارجية
- فراح جاك على موقع الاتحاد الدولي لألعاب القوى (الإنجليزية)
- فراح جاك على موقع أوليمبيديا (الإنجليزية)
- فراح جاك على موقع اللجنة الأولمبية الكندية (الإنجليزية)